# Achille Leclère

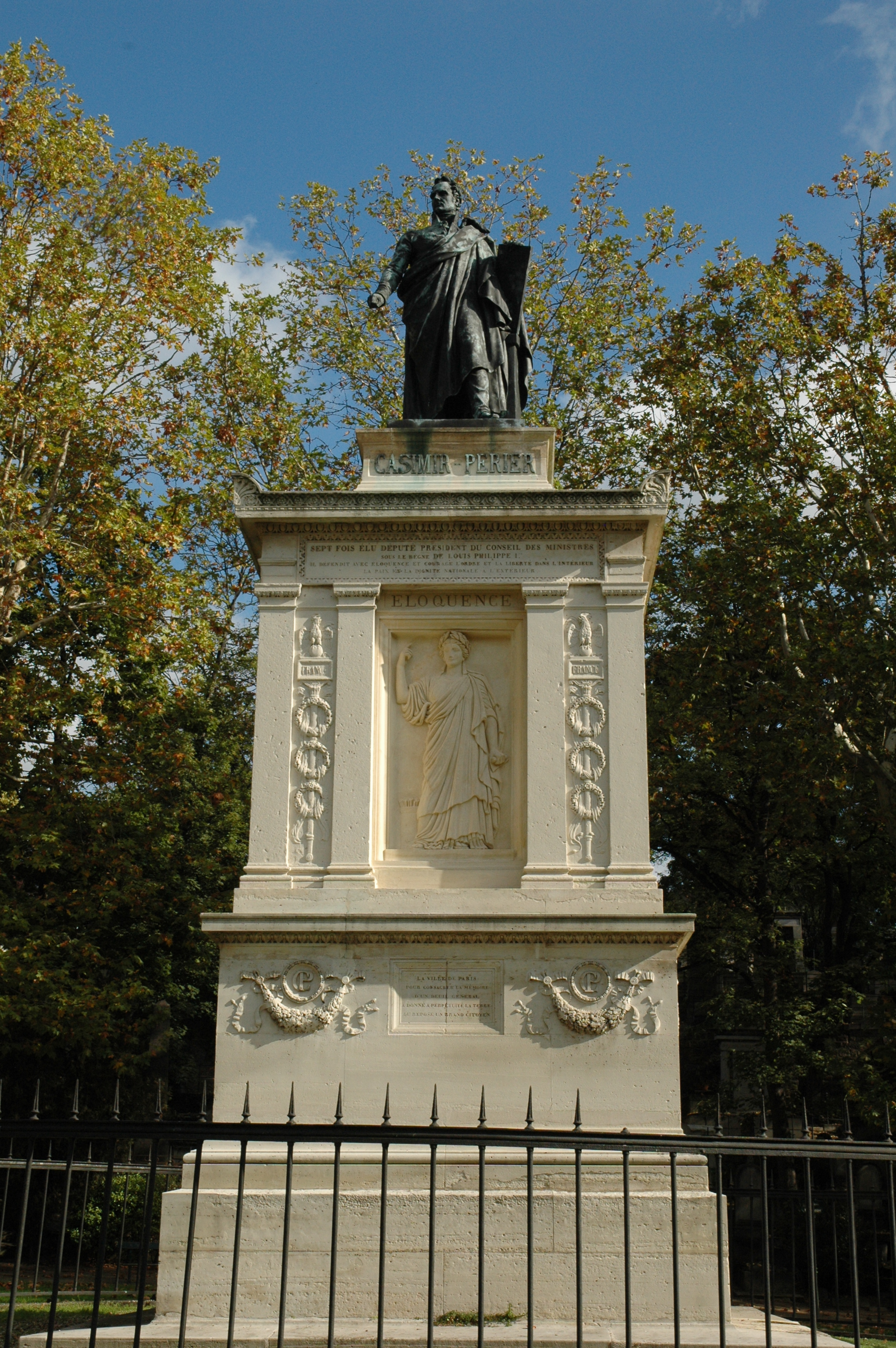
Tombeau de Casimir Perier au cimetière du Père-Lachaise.

Achille-François-René Leclère est un architecte français né à Paris le 29 octobre 1785, et mort dans la même ville le 23 décembre 1853. Il a remporté le prix de Rome d'architecture de 1808.

## Biographie

### Formation
Né d'un père architecte, Achille Leclère semble "destiné de bonne heure" à suivre des études d'architecture. Il assiste aux cours de Jean-Nicolas-Louis Durand, professeur d'architecture à l'École polytechnique. Leclère entre à 16 ans dans l'atelier de l'architecte et décorateur Charles Percier. En 1806, le jeune architecte entre en loge et gagne le Second prix d'architecture en 1807 sur le projet de concours : palais pour l'éducation de jeunes princes. L'année suivante, à l'âge de 23 ans, il remporte le Premier prix de Rome d'architecture sur le projet de concours : bains publics pour une grande capitale. Selon Adolphe Lance, 
Son projet "eut l'approbation unanime, non seulement des professeurs, […] mais ce qui peut-être était plus significatif encore, des concurrents eux-mêmes".

### Elève pensionnaire à la villa Médicis
Achille Leclère quitte Paris en novembre 1808 en compagnie de François Mazois et arrive à la villa Médicis de Rome en décembre. Son séjour italien est ponctué de voyages : en 1809, il parcourt Rome, en 1810, il est à Naples, tandis que l'année suivante, il découvre la Toscane. Ces pérégrinations lui assurent une solide connaissance de l'architecture antique qu'il étudie à travers des relevés ou par le dessin. Il passe les années 1812-1812 sur un projet de restauration du Panthéon qui constitue son envoi de cinquième année. Ici encore, le travail de Leclère est couvert de louanges. Une fois son séjour à la villa Médicis achevé, l'architecte semble passer l'année 1913 à parcourir le Midi de la France.

### Une carrière parisienne

#### Les premières commandes (1814-1824)
Leclère retrouve Paris au mois de mars 1814, peu avant la Bataille de Paris. Il commence à enseigner à l'École des Beaux-Arts et ouvre un atelier en 1815. L'installation de la Restauration lui permet de diriger ses premiers travaux dans les châteaux de Monthuchet, de Bandeville et de Verneuil, la restauration de l'hôtel du comte de Pourtalès à Paris. Le 5 novembre 1818, il est désigné membre du jury de l'école d'architecture.
Les années 1820 sont riches en réalisations pour Achille Leclère. En 1820, il édifie le monument au général Bonchamps à Saint-Florent-le-Vieil. Le comte de Chastellux le choisi pour restaurer son château en 1821 (pour lequel il dessine également le portail de l'hôtel , sis au 25 rue de Varenne et reproduit dans l'ouvrage Paris moderne, choix de maisons construites dans les nouveaux quartiers de la capitale et dans ses environs (rue des Grands-Augustins, 7), Paris, A. Bouillon, 1837). Le jeune architecte œuvre aussi à Lausanne, à la campagne de Mon-Repos, où il reprend les plans de Louis Damesme pour la modification de la maison. Leclère est l'auteur de l'orangerie voisine. En 1822, il construit une première chapelle pour le couvent du Sacré-Cœur décorée de peintures murales par Abel de Pujol. Pour le même couvent, il érige une seconde chapelle et un cloître. Il construit une partie du château de M. d'Harcourt à Metz et la restauration du château de M. de Montesquiou, à Villebois. En 1823 il participe au concours pour la construction de l'église Notre-Dame-de-Lorette, à Paris. Louis-Hippolyte Lebas en sort vainqueur.

#### L'aménagement du nouveau quartier Poissonnière (fin des années 1820)
À partir de 1824, Achille Leclère est engagé dans le projet d'aménagement du nouveau quartier Poissonnière, dans l'ancien enclos Saint-Lazare. L'architecte construit des immeubles autour de la place Lafayette (aujourd'hui place Franz-Liszt) dont il donne les plans. La réalisation de l'église Saint-Vincent-de-Paul est, quant à elle, confiée à l'architecte Jean-Baptiste Lepère.
En parallèle de ces chantiers, Leclère érige les maisons de MM. Blondel et d'Abel de Pujol à Paris, rue Albouy (aujourd'hui rue Lucien-Sampaix, 10e arrondissement), ainsi que le château du comte de Nicolaï, à Montfort-le-Gesnois (Sarthe).

#### Dernières réalisations et honneurs (1828-1845)

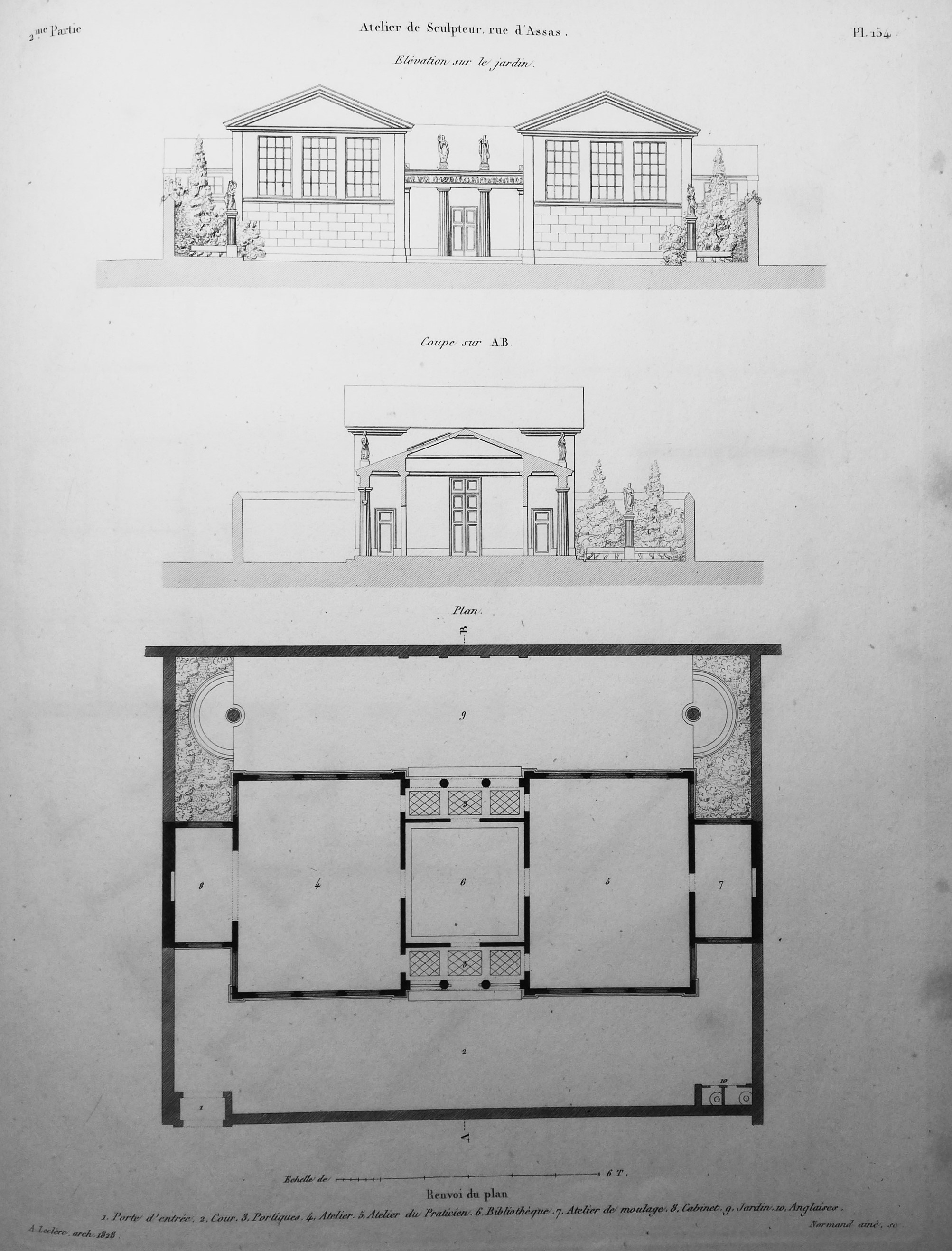
Estampe d'un "atelier de Sculpteur" bâti par Achille Leclère en 1828. Par Normand l'aîné.

Adolphe Lance mentionne plusieurs réalisations d'Achille Leclère pour la période comprise entre 1828 et 1845.
D'après une estampe publiée en 1837 dans l'ouvrage Paris moderne, ou choix de maisons construites dans les nouveaux quartiers de la capitale [...], l'architecte aurait bâti un "atelier de Sculpteur" en 1828 à Paris, rue d'Assas. Le sculpteur auquel le bâtiment était destiné n'est pas mentionné.
L'architecte construit le château de Mareuil, plusieurs maisons d'habitation à Paris ainsi que de grands magasins édifiés rue du Sentier pour Francœur et Boissaye. En 1837, Achille Leclère réalise le tombeau du banquier Casimir Perier au cimetière du Père-Lachaise, en collaboration avec le sculpteur Jean-Pierre Cortot.
Dans les années 1840, il conçoit à Neuchâtel (Suisse) une place librement inspirée de celle de la Concorde, à Paris. Elle sert d'écrin à la statue du bienfaiteur local, David de Pury, représenté en bronze par David d'Angers,.
En 1831, il est désigné pour être membre de l'Académie des Beaux-Arts, section Architecture, au fauteuil no 7, après la mort de Jacques Molinos. En 1832, membre honoraire du Conseil des bâtiments civils, il en devient membre titulaire en 1832 et inspecteur général en 1840. Nommé en 1847 archiviste de l'École nationale supérieure des beaux-arts, il va entreprendre de faire le classement de tous les projets qui y sont déposés.
Achille Leclère s'éteint à Paris le 23 décembre 1853 à l'âge de 68 ans.

## Iconographie
Sur commande des amis et élèves de Leclère, une médaille posthume à son effigie fut exécutée par le graveur Joseph Dantzell d'après David d'Angers. Un exemplaire en est conservé au musée Carnavalet (ND 0311).

## Élèves
Cette liste des élèves d'Achille Leclère a été dressée en note de bas de page par Adolphe Lance, dans sa Notice sur la vie et les travaux de M. Achille Leclère (1854). L'auteur souligne un manque de renseignements détaillés à propos des noms qu'il mentionne. Ces derniers sont rangés dans l'ordre alphabétique :
- Paul Abadie,
- Prosper Barbot[14],
- Pierre Prosper Chabrol[14],
- Prosper Desbuisson,
- Eugène Godeboeuf,
- Jules Goury,
- Charles Isabelle,
- Prosper Morey,
- Eugène Viollet-le-Duc.